# Dischidia lauterbachii
Dischidia lauterbachii är en oleanderväxtart som beskrevs av Karl Moritz Schumann och Lauterb.. Dischidia lauterbachii ingår i släktet Dischidia och familjen oleanderväxter. Inga underarter finns listade i Catalogue of Life.